# Valle Central

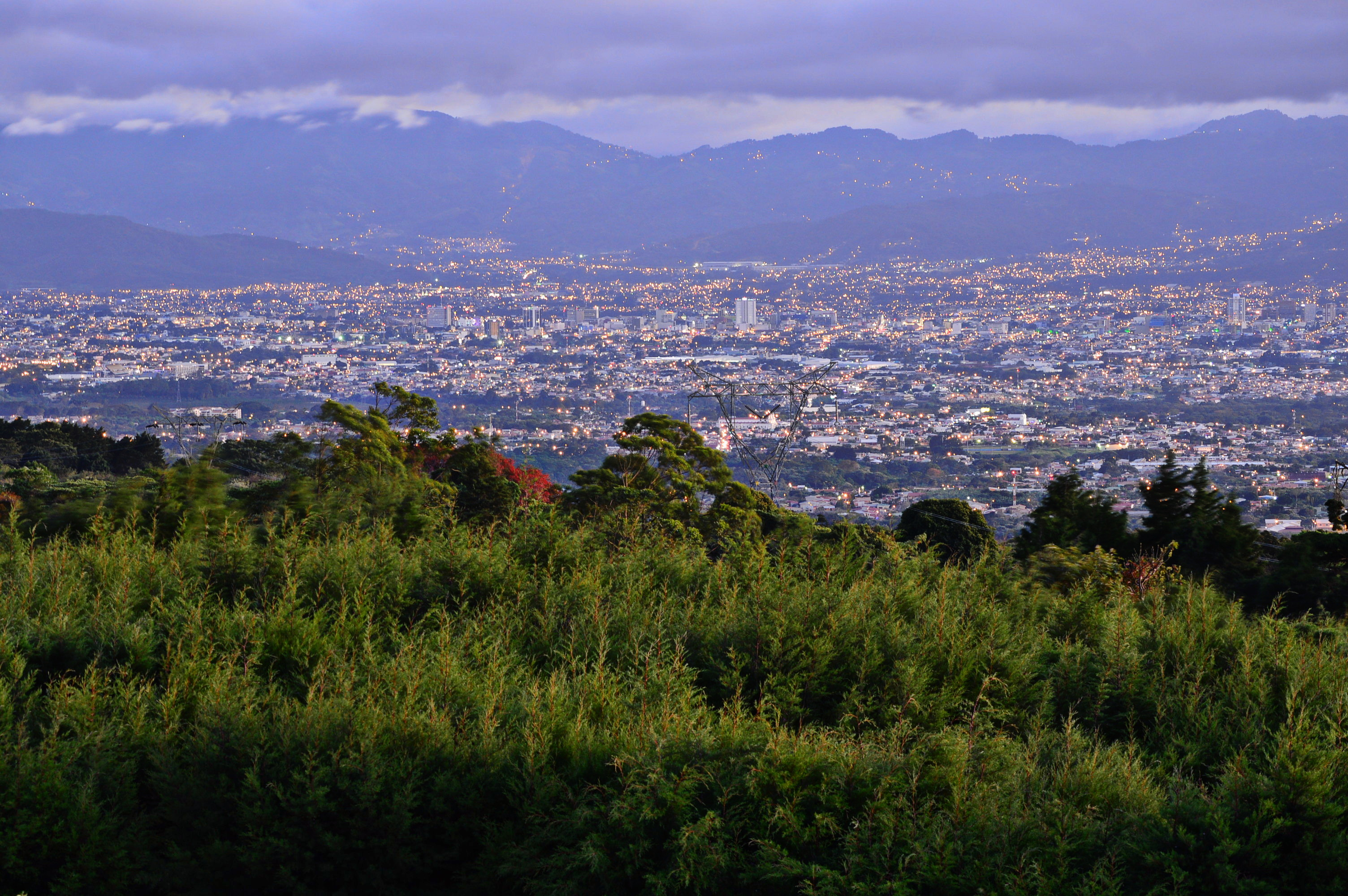
Valle Central

Valle Central - obniżenie śródgórskie o powierzchni ok. 900 km² w środkowej części Kostaryki między dwoma pasmami górskim Kordyliera Środkowa i Cordillera de Talamanca, położone na wysokości 1250 m n.p.m. Stanowi najgęściej zaludniony obszar tego kraju, zamieszkuje tutaj blisko 2/3 ludności Kostaryki. Pod względem administracyjnym obejmuje części czterech prowincji: San José, Alajuela, Heredia i Cartago. Główne miasta tego regionu to ośrodki administracyjne tych prowincji: San José (stolica kraju), Alajuela, Cartago i Heredia. W regionie Valle Central koncentruje się większa część aktywności gospodarczej Kostaryki.
Klimat tego dość wysoko położonego regionu jest mniej gorący niż wynikałoby to z jego położenia w okolicach 10° szerokości geograficznej północnej. Średnia roczna temperatura wynosi około 22 °C. Umiarkowane temperatury były sprzyjającym czynnikiem rozwoju osadnictwa w tym obszarze. Stanowią one też korzystne warunki dla uprawy kawy, zwłaszcza że dominują tutaj żyzne gleby wulkaniczne.